# من او
منِ او رمانی فارسی نوشته رضا امیرخانی است که در سال ۱۳۷۸ منتشر شد.

## خلاصه
داستان مربوط به زندگی فردی به نام علی فتاح است و عشق پاک او با دختر خدمتکار خانواده اش به نام مهتاب که به دلیل اعتقاد علی به عشقی پاک تا زمانی که از عشق راستین خود مطمئن نشده از ازدواج امتناع می‌کند و در خلال داستان از راهنمایی‌های درویشی مصطفی نام، از سلسله‌ای نامعلوم کمک می‌گیرد که نقش مهمی در داستان نیز دارد. دو راوی در داستان هستند، یکی خود رضا امیرخانی و دیگر قهرمان داستان (علی فتاح) و این دو ماجراهای زندگی علی فتاح را از کودکی تا لحظهٔ مرگ / ازدواج، روایت می‌کند.

## اشاره به افراد، رویدادها و پدیده‌های واقعی
- مجتبی نواب صفوی همکلاس علی فتاح است (حتی او علی فتاح را به مشارکت در مبارزه مسلحانه دعوت می‌کند اما به دلایلی دعوتش رد می‌شود).
- یکی دیگر از همکلاسی‌های فتاح شاهزاده ای قاجاری است که فاسد معرفی می‌شود.
- علی فتاح با مبارزان الجزایری که در پی استقلال هستند، در پاریس همکاری می‌کند.
- علی فتاح در پاریس، به کافه‌ای می‌رود که ژان پل سارتر گاهی به آن سر می‌زند. در مورد سارتر، امیرخانی به کنایه وی را متهم به بی‌تفاوتی دربارهٔ جنبش استقلال الجزایر می‌کند.[۱]

## تحلیل
این کتاب از سوی منتقدین امیرخانی به اثری رمانتیک - حزب‌اللهی تشبیه شده است. امیرخانی در این کتاب با نگرشی مذهبی تصوف را موازی با عرفان و عشق زمینی را با موضوعاتی عرفانی فرازمینی درمی‌آمیزد. نویسنده در اثبات ادعای ارتباط این دو به حدیث «من عشق فعف ثم مات مات شهیدا» مستمسک می‌شود (گرچه از سوی اکثر فلاسفه و عرفای ایرانی مفهوم عشق در این حدیث عشق عرفانی و نه زمینی است). همچنین دگر تلاش بارز این نویسندهٔ متعهد انقلاب تلاش برای واحد نشان دادن متن جریانات آزادی طلبانهٔ مبارزان استقلال طلب الجزایری (به عنوان یک نهضت ملی) و انقلاب اسلامی (به عنوان جنبشی مذهبی) است. نویسنده در ایجاد این ارتباطات قصد پیوند دادن مفاهیمی دارد که ممکن است به نظر متضاد یا حتی بی رابطه برسند. همچنین، این کتاب سعی دارد اوضاع دوران قدیم تهران را (از زمان رضاشاه) بستری برای انقلاب اسلامی توصیف کند.
مهم‌ترین شخصیت این کتاب درویشی با نام مصطفی است که حقیقت تماماً در دست اوست و مانند ریش سپید قصه و خدای قصه است. بزرگ نمایی این شخصیت در داستان قابل تأمل است. همچنین تم عزب - مجرد ماندن برای پاک ماندن توسط شخصیت او به داستان مطرح می‌شود. حضوری غیر مستقیم و گاه مستقیم فرهنگ صوفیانه در داستان نشانگر این است که نویسنده مرز خاصی بین عرفان، تصوف، دین، رمانس (عشق زمینی) و امثال این‌ها قائل نیست، یا حداقل دوست دارد این‌طور به نظر برسد.
در هم آمیختن مفاهیم عاشقانه و عرفانی با رویکردی مذهبی در این رمان از طرفی ممکن است پلورالیسم فلسفی یا حتی بعضاً پلورالیسم دینی تلقی شود، اما به نظر می‌رسد امیرخانی در این رمان بیشتر همان رواداری آیین اسلامی را بازنمایی کرده است. پلورالیسم دینی شامل قضاوت راجع به ادیان مختلف نیست، در حالی امیرخانی در این رمان به تبلیغ دینی خاص و مکتبی خاص از آن اقدام می‌کند و برداشت‌های دیگر را توسط ریش سفید داستانش رد می‌کند.

## ترجمه کتاب
این کتاب توسط باستیان زولینو عضو هیئت علمی دانشگاه UI اندونزی، به زبان اندونزیایی ترجمه شده است.
همچنین ترجمه روسی این کتاب توسط الکساندر اندروشکین و از سوی انتشارات وچه در روسیه منتشر شده و توسط انتشارات صدرای مسکو تجدید چاپ شده است. در سال ۱۳۹۵ نیز از ترجمه عربی این کتاب رونمایی شد. ترجمۀ بوسنیایی این کتاب توسط انتشارات بای بوک در سال 1400 در کشور بوسنی و هرزگوین منتشر شد.https://www.icro.ir/%D8%AA%D8%B1%D8%AC%D9%85%D9%87-%D9%88-%D9%86%D8%B4%D8%B1/%D8%AA%D8%B1%D8%AC%D9%85%D9%87-%D8%A8%D9%88%D8%B3%D9%86%DB%8C%D8%A7%DB%8C%DB%8C-%DA%A9%D8%AA%D8%A7%D8%A8-%C2%AB%D9%85%D9%86-%D8%A7%D9%88%C2%BB-%D8%B1%D9%88%D8%A7%D9%86%D9%87-%D8%A8%D8%A7%D8%B2%D8%A7%D8%B1-%D9%86%D8%B4%D8%B1-%D8%B4%D8%AF